# Scylaticus thecarus
Scylaticus thecarus là một loài ruồi trong họ Asilidae. Scylaticus thecarus được Londt miêu tả năm 1992. Loài này phân bố ở vùng nhiệt đới châu Phi.